# Герб Левокумского муниципального округа
Герб Левокумского муниципального округа Ставропольского края Российской Федерации — опознавательно-правовой знак, составленный и употребляемый в соответствии с правилами геральдики, служащий одним из официальных символов муниципального образования.
Утверждён 22 апреля 2014 года как герб Левокумского муниципального района и 19 декабря 2014 года внесён в Государственный геральдический регистр РФ с присвоением регистрационного номера 9994.
Согласно решению совета Левокумского муниципального округа Ставропольского края от 1 октября 2020 г. № 16, данный герб используется в качестве символа округа.

## Описание и обоснование символики
Геральдическое описание герба гласит:

В золотом щите — фигура, образованная пониженным узким лазоревым поясом и смещённым вправо, узким столбом такой же тинктуры, сопровождаемая по углам вверху слева летящей вправо птицей (стрепетом) с червлёным клювом, внизу справа — пурпурной гроздью винограда о одиннадцати ягод 2:3:3:2:1, с зелёным черенком, обращённым вправо.— Решение совета Левокумского муниципального района от 22 апреля 2014 № 92
Золотой цвет щита отражает сельскохозяйственную специфику Левокумья, это цвет золотого колоса (хлеб) и золотого руна (животноводство). Золото также означает богатство и изобилие. Узкий лазоревый столб символизирует реку Куму, а узкий лазоревый пояс — Терско-Кумский и Кумо-Манычский каналы. Летящий над полями стрепет — обитатель степей — символизирует свободолюбивый характер жителей района и их любовь к степным просторам. Гроздь — символ развитого виноградарства, количество ягод отражает 11 сельских поселений, входивших в состав Левокумского муниципального района. Пурпур символизирует духовность и светское величие жителей района, а также качество производимого здесь вина.

## История

### Герб 1999 года
В 1999 году администрация Левокумского района приняла решение о создании районной символики в виде герба. Его проект был разработан рабочей группой накануне празднования 75-летия со дня основания района. 13 апреля 1999 года газета «Левокумье» опубликовала описание этого проекта и его одноцветный эскиз. Публикация сопровождалась обращением районной администрации к населению с просьбой высказать в письменной или устной форме свои замечания и предложения. Однако каких-либо значимых идей от жителей района не поступило.
23 сентября 1999 года, по предложению оргкомитета, созданного с целью организации и проведения 75-й годовщины образования Левокумского района, герб без изменений был утверждён постановлением главы районной администрации. 29 сентября того же года газета «Левокумье» опубликовала описание герба и его чёрно-белое изображение.
Герб представлял собой геральдический щит с обрамлением, разделённый горизонтально на две части. Верхняя половина щита повторяла верхнюю половину герба Ставропольского края («на голубом фоне помещён главный элемент исторического герба Ставропольской губернии, утверждённого в 1878 году, — на вершине серебряной горы изображение крепости, к воротам которой ведёт дорога»). В нижней половине щита на фоне пастбищ и пашен располагались изображения стрепета (символ свободолюбия жителей района), барана (символ овцеводства), виноградной грозди (символ виноградарства), пшеничного колоса и трёх курганов («знак исторического прошлого района, уходящего к временам Золотой Орды»). Щит пересекала голубая полоса (пояс), обозначавшая «цепь озёр Левокумского района». Он был обрамлён венком из колосьев, виноградных листьев и гроздей (символы долголетия, плодородия, изобилия и богатства), переплетённым трёхцветной лентой (из полос Флага России), и увенчан фигурой двуглавого орла (основная фигура Герба России).

Этот пример является своеобразной «классикой» местного герботворчества 1990-х годов. В гербе отразилось и стремление следовать правилам геральдики, и желание проявить должное уважение к символике страны края, максимально полно отразив все природные, исторические и экономические особенности района. Таким образом, герб становится крайне перегруженным и лишается такого геральдического достоинства, как лаконизм.— Охонько Н. А. Символы малой родины
Герб 1999 года не получил одобрения в геральдической комиссии при губернаторе Ставропольского края, поскольку был признан «геральдически неправильным». Кроме того, на момент его утверждения Левокумский район ещё не имел права на собственную символику. Несмотря на это, данный герб использовался до 2014 года. Его изображение также присутствовало на знаке, установленном при въезде на территорию района со стороны города Будённовска.

### Проекты 2011—2012 годов
В 2011 году началась разработка официальной символики Левокумского муниципального района. Местной администрацией был объявлен конкурс по созданию проектов эскизов герба и флага. Всего на конкурс, проходивший с 28 февраля по 30 марта, поступило 24 проекта, из общего числа которых конкурсной комиссией были отмечены 3 работы, представленные жителями села Левокумского. Однако отобранные проекты оказались выполненными с нарушениями правил геральдики. Поскольку конкурс не принёс положительных результатов, руководство Левокумского муниципального района приняло решение привлечь к разработке районной символики профессионального художника-геральдиста С. Е. Майорова.
В ходе работы над символикой Майоров подготовил серию эскизов, построенных на двух концептуальных подходах. Оба подхода учитывали название района, являющееся производным от реки Кумы. При этом в основе первой концепции лежала главная специализация района — виноградарство и виноделие, а вторая концепция базировалась на историческом предании о том, как в XVIII веке светлейший князь Г. А. Потёмкин-Таврический угостил Екатерину II вином, изготовленным из выращенного на Левокумье винограда. Вкусовые качества напитка были высоко оценены императрицей, сравнившей его с вином из Бургундии. С этой легендой связывалось и происхождение названия села Бургун-Маджары, впоследствии вошедшего в состав Левокумского района. Исходя из перечисленных исторических, географических и экономических особенностей района Майоров предлагал поместить на гербе символические изображения реки, кисти винограда и геральдической лилии, заимствованной из герба Бургундии.
30 июня 2011 года эскизы С. Е. Майорова были рассмотрены краевой геральдической комиссией, которая одобрила и рекомендовала для дальнейшей доработки проект герба следующего содержания: «В золотом поле щита — вогнутый угловой лазоревый столб, обременённый золотой геральдической лилией, сопровождаемый по сторонам пурпурными гроздьями винограда».
11 ноября 2011 года районная администрация опубликовала на своём сайте проекты эскизов герба и флага для «рассмотрения и обсуждения» жителями района, а в 2012 году разместила там же проект решения об официальной символике с таким описанием герба:

Щит четверочастно разделён на золото — пурпур — пурпур — золото. Поверх всего четверочастный штабовый крест переменных цветов, сопровождаемый по углам: вверху слева золотой геральдической лилией, внизу справа — гроздью винограда о тринадцати ягод (3:4:3:2:1) с черенком вправо того же металла.— Проект решения совета Левокумского муниципального района Ставропольского края от 2012 года
По замыслу разработчиков проекта, четверочастный крест олицетворял «реку Куму, пересечённую Терско-Кумским и Кумо-Манычским каналами» и указывал на «название Ставропольского края, происходящее от города Ставрополя, который в переводе с греческого означает „город креста“». Геральдическая лилия из герба Бургундии и кисть винограда символизировали развитое в районе виноделие, зародившееся в середине XVIII века, когда помещик П. М. Скаржинский начал засаживать местные виноградники лозами, привезёнными из Франции.
В октябре 2012 года районный совет организовал проведение депутатских слушаний с привлечением представителей общественности, историков и краеведов для обсуждения проекта герба. Ознакомившись с эскизом, участники слушаний подвергли критике цветовую гамму герба, а также присутствие в нём креста и лилии. В результате проект был снова отправлен на доработку.

### Герб 2014 года
28 марта 2014 года на заседании краевой геральдической комиссии художник С. Е. Майоров и начальник отдела культуры администрации Левокумского района Н. Ф. Павлюкова представили очередной проект районной символики. В доработанном Майоровым гербе были применены те же цвета, что и в предыдущем варианте (золото и пурпур). Стилизованное изображение виноградной грозди также было оставлено, но отличалось от предшествующей фигуры цветом (пурпурный вместо золотого) и количеством ягод (одиннадцать вместо тринадцати). Геральдическую лилию заменили изображением летящей птицы (стрепета), а штабовый крест — пониженным узким поясом, делившим гербовый щит на две части. Герб получил положительную оценку как со стороны руководства и депутатов Совета Левокумского района, так и со стороны членов геральдической комиссии, поддержавшей «стремление района сохранить преемственность с гербом 1999 г.». По итогам рассмотрения комиссия рекомендовала направить герб в Геральдический совет при Президенте Российской Федерации. Однако из-за опасений, что деление щита на две части может быть истолковано государственной Герольдией как наличие в поле щита двух гербов, С. Е. Майорову пришлось разработать новый вариант символики Левокумского района, взяв за основу прежнюю концепцию.
В окончательном варианте была использована более «мягкая» цветовая гамма (золото и лазурь); пониженный узкий (штабовый) пояс пересекался узким столбом того же цвета. Вместе с художником С. Е. Майоровым в работе над районной символикой принимали участие Н. И. Кукуемцев, главный архитектор Левокумского района, и Р. В. Габеев, выполнивший компьютерную прорисовку эскизов.
22 апреля 2014 года районный совет утвердил герб и составленный на его основе флаг.
19 декабря 2014 года решением Геральдического совета при Президенте РФ герб Левокумского муниципального района был внесён в Государственный геральдический регистр под номером 9994.
18 марта 2015 года в Ставропольском государственном музее-заповеднике имени Г. Н. Прозрителева и Г. К. Праве главе района А. Н. Токареву были вручены свидетельства о регистрации герба и флага в Государственном геральдическом регистре.
16 марта 2020 года все муниципальные образования Левокумского района были объединены в Левокумский муниципальный округ.
Решением совета Левокумского муниципального округа Ставропольского края от 1 октября 2020 г. № 16 установлено использовать в качестве официальных символов округа герб и флаг Левокумского муниципального района.